# Senza radici
Senza radici è un libro di Marcello Pera e Joseph Ratzinger pubblicato da Arnoldo Mondadori Editore nel 2004. 

## Contenuto
Il libro è diviso in due parti: nella prima è l'allora Presidente del Senato che scrive al cardinale mentre nella seconda è il futuro Benedetto XVI che risponde al professore. Il libro tratta della situazione dell'Europa, del relativismo, del Cristianesimo e dell'Islam per arrivare infine alla questione centrale: la Costituzione Europea e il mancato inserimento delle radici giudaico-cristiane nel suo preambolo e il ruolo della Chiesa e della religione nelle nostre società secolarizzate.
L'allora card. Ratzinger così scrive: "L'Occidente non ama più sé stesso: della sua storia ormai vede soltanto ciò che è deprecabile e distruttivo, mentre non è più in grado di percepire ciò che è più grande e puro."

## Contesto
Il libro è un documento importante per la comprensione del cosiddetto cristianismo e del movimento neoconservatore e teocon italiano.

## Edizioni
- Marcello Pera, Joseph Ratzinger, Senza radici, collana Frecce, Arnoldo Mondadori Editore, 2004,  p. 134, ISBN 88-04-54474-0.